# Caloplaca
Caloplaca is een geslacht van korstmossen behorend tot de familie Teloschistaceae. De typesoort is Caloplaca cerina.
Enkele Nederlandse soorten zijn:
| Naam                      | Wetenschappelijke naam                             |
| ------------------------- | -------------------------------------------------- |
| Texelse citroenkorst      | Caloplaca alstrupii                                |
| Amerikaanse citroenkorst  | Caloplaca brouardii → Wetmoreana brouardii         |
| Oranje boomzonnetje       | Caloplaca cerina                                   |
| Grijze citroenkorst       | Caloplaca chlorina                                 |
| Essencitroenkorst         | Caloplaca flavorubescens → Opeltia flavorubescens  |
| Bruinrode citroenkorst    | Caloplaca haematites → Sanguineodiscus haematites  |
| Schubbige zeecitroenkorst | Caloplaca microthallina → Flavoplaca microthallina |
| Gewone kraterkorst        | Caloplaca obscurella                               |
| Kerkcitroenkorst          | Caloplaca ruderum → Flavoplaca ruderum             |
| Iepenkraterkorst          | Caloplaca ulcerosa                                 |

Veel soorten uit dit geslacht zijn later heringedeeld naar de geslachten: Athallia, Calogaya, Rufoplaca, Variospora, Flavoplaca, Athallia, Leproplaca, Blastenia en Pyrendesmia.

## Foto's

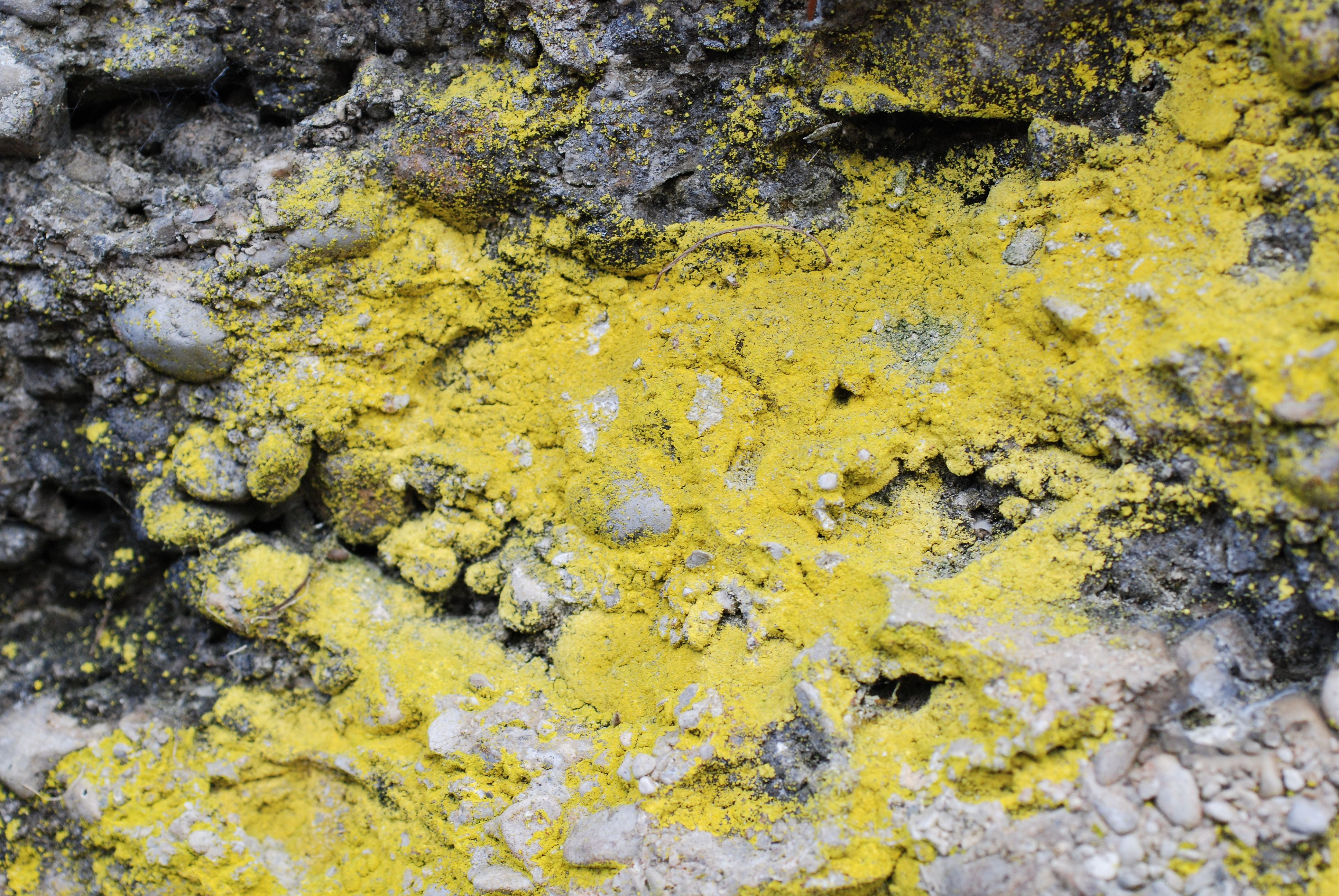
Caloplaca chrysodeta
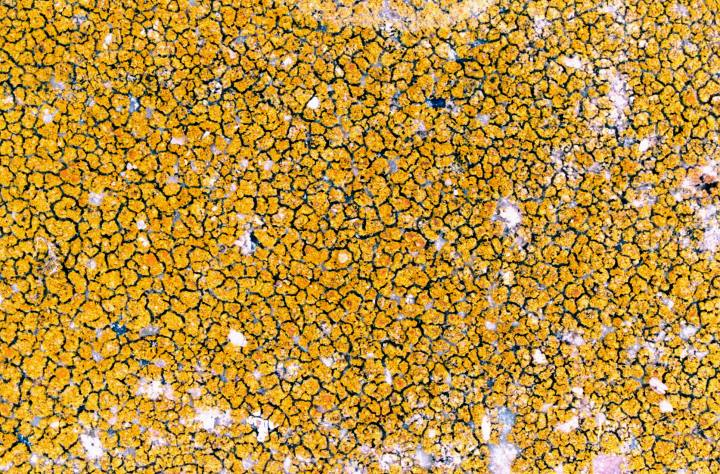
Caloplaca citrina
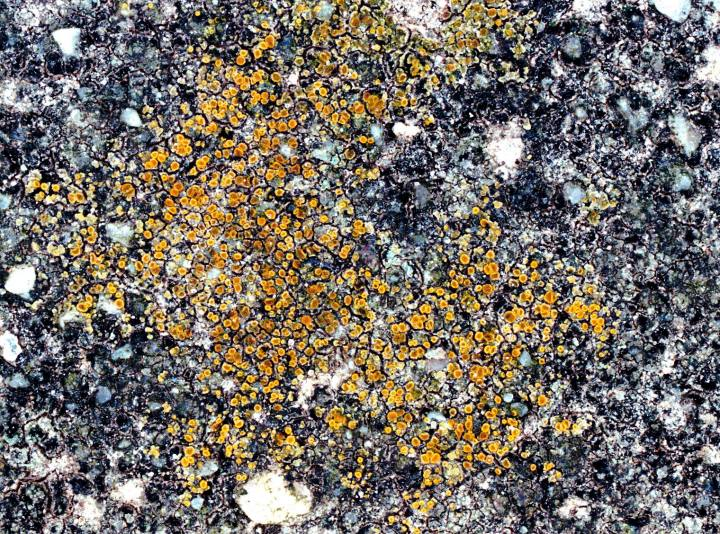
Caloplaca feracissima
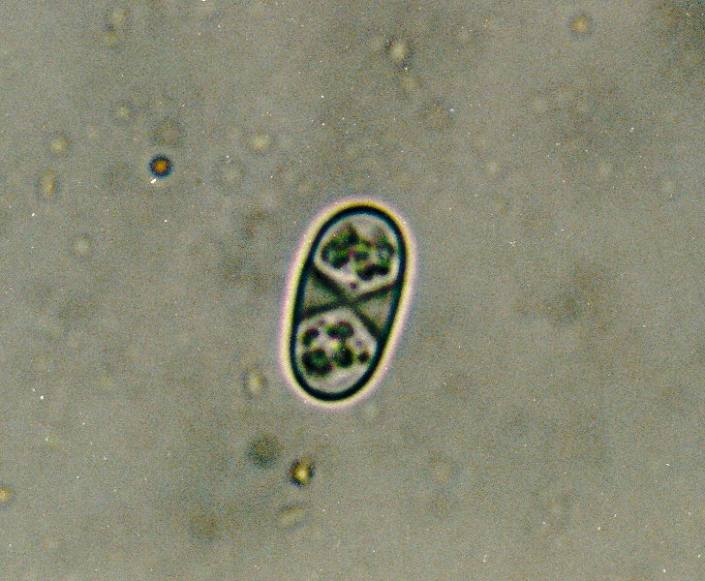
Caloplaca feracissima (microscoop-opname)
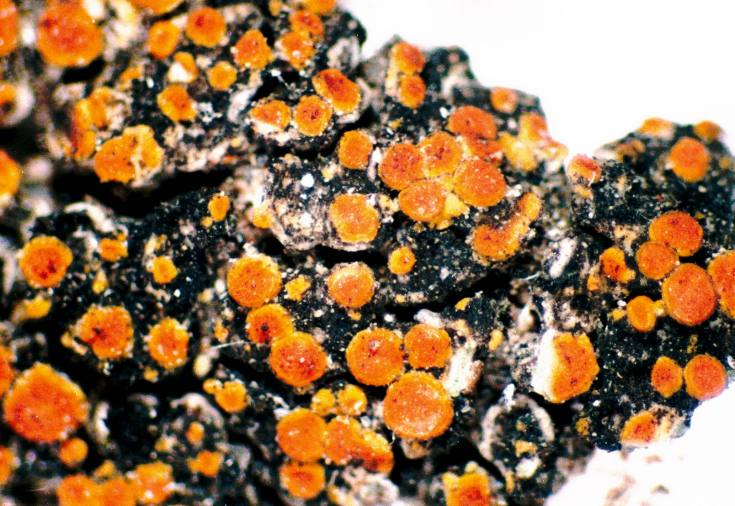
Caloplaca flavorubescens
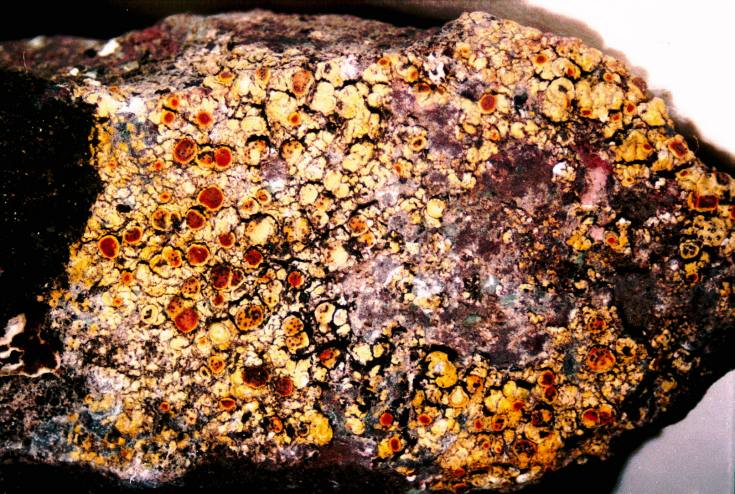
Caloplaca flavovirescens
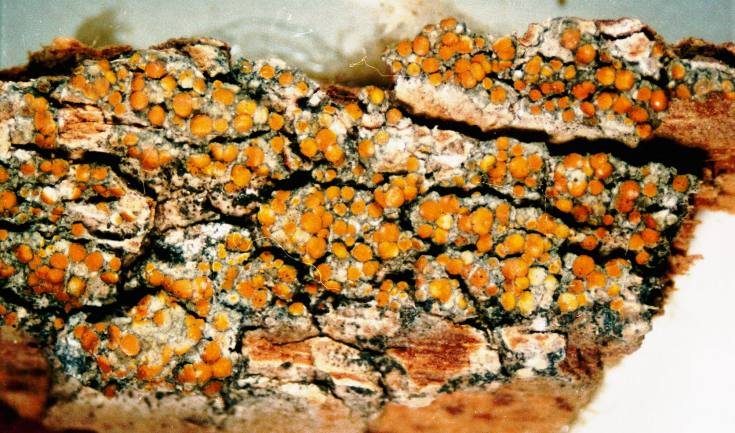
Caloplaca luteoalba
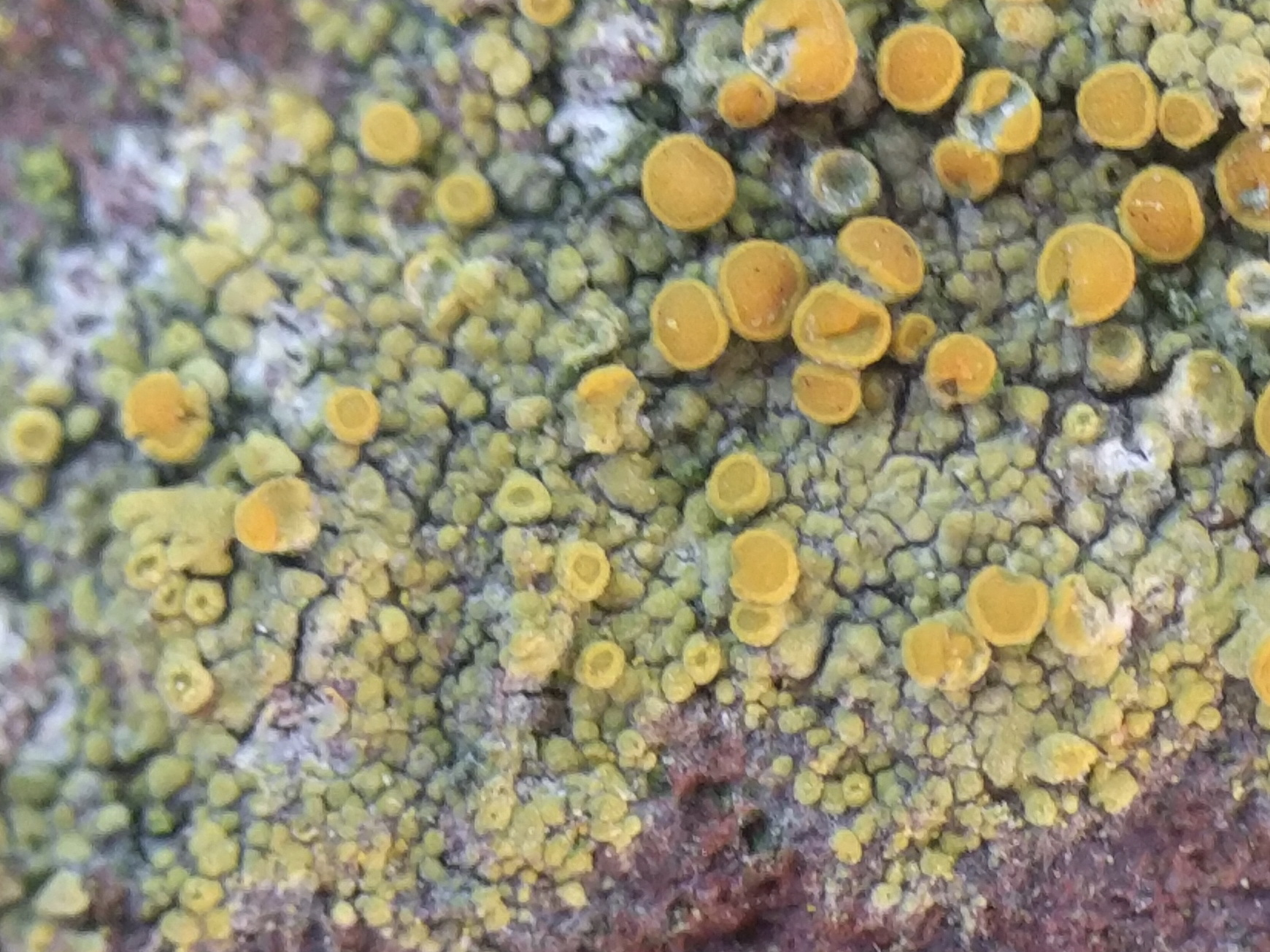
Caloplaca ruderum
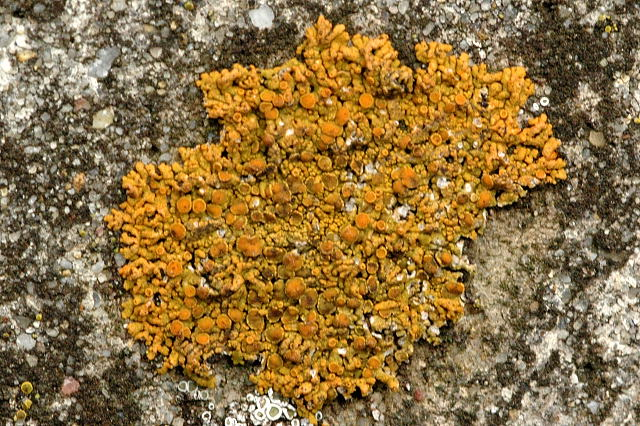
Caloplaca saxicola
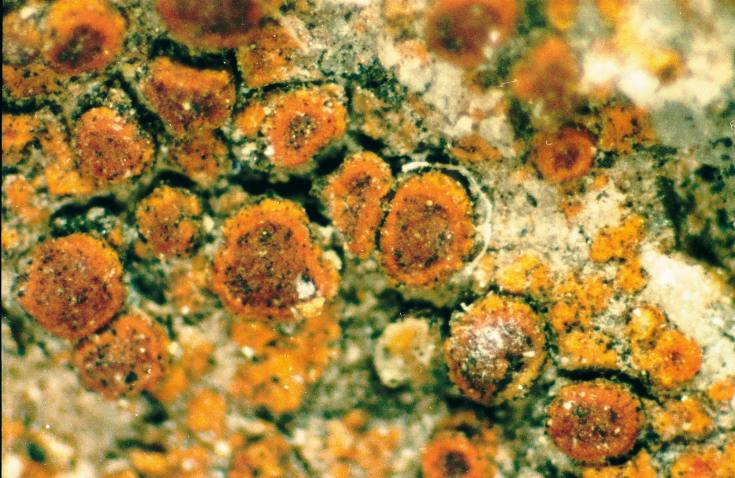
Caloplaca sideritis
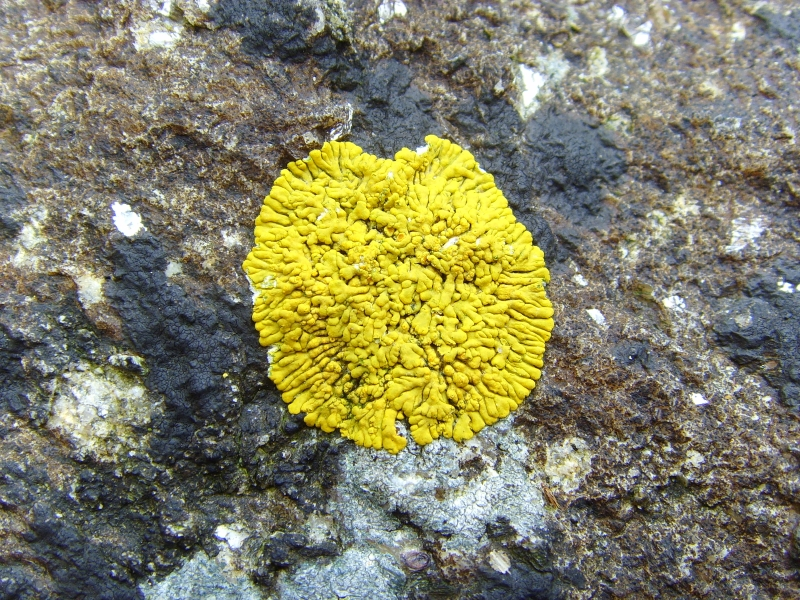
Caloplaca thallincola
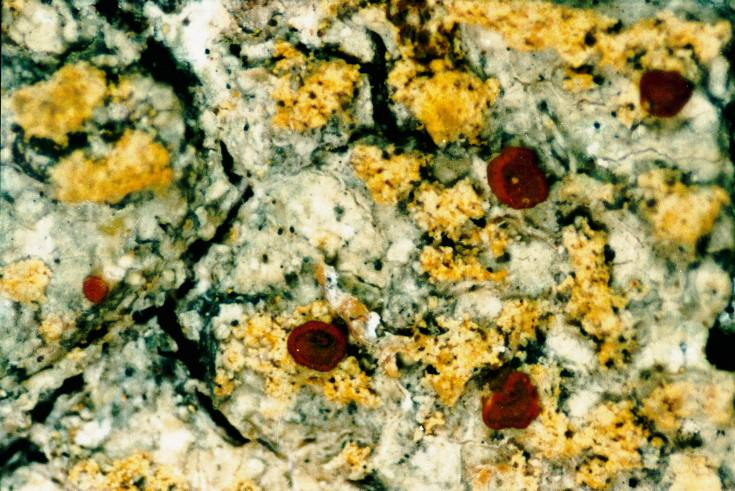
Caloplaca xanthostigmoidea

## Soorten
Volgens Index Fungorum telt het geslacht 177 soorten (peildatum januari 2023):
| Soortnaam                       | Auteur(s)                                                       | Publicatiejaar |
| ------------------------------- | --------------------------------------------------------------- | -------------- |
| Caloplaca abuensis              | Y. Joshi & Upreti                                               | 2008           |
| Caloplaca ahtii                 | Søchting                                                        | 1994           |
| Caloplaca akbarica              | Kudratov & Khodos.                                              | 2002           |
| Caloplaca aliciae               | S.Y. Kondr., Kärnefelt & Elix                                   | 2007           |
| Caloplaca amsterdamensis        | Aptroot & Ertz                                                  | 2011           |
| Caloplaca anularis              | Clauzade & Poelt                                                | 1972           |
| Caloplaca arandensis            | Elix, S.Y. Kondr. & Kärnefelt                                   | 2010           |
| Caloplaca archeri               | Kalb, S.Y. Kondr., Elix & Kärnefelt                             | 2010           |
| Caloplaca aseptatospora         | S.Y. Kondr. & Kärnefelt                                         | 2009           |
| Caloplaca astonii               | S.Y. Kondr. & Kärnefelt                                         | 2007           |
| Caloplaca aurea                 | (Schaer.) Zahlbr.                                               | 1890           |
| Caloplaca austroatlantica       | Øvstedal                                                        | 2010           |
| Caloplaca austromaritima        | Aptroot, Gumboski, M. Cáceres & Schumm                          | 2019           |
| Caloplaca bartlettii            | S.Y. Kondr. & Kärnefelt                                         | 2009           |
| Caloplaca beaugleholei          | S.Y. Kondr. & Kärnefelt                                         | 2009           |
| Caloplaca begaensis             | S.Y. Kondr. & Kärnefelt                                         | 2009           |
| Caloplaca bellemerei            | Hafellner                                                       | 1983           |
| Caloplaca biatorinoides         | (Clauzade & Cl. Roux) Gaya, Nav.-Ros. & Cl. Roux                | 2000           |
| Caloplaca bispora               | Kalb                                                            | 2001           |
| Caloplaca blastidiomaritima     | Aptroot, Gumboski, M. Cáceres & Schumm                          | 2019           |
| Caloplaca borreri               | J.R. Laundon                                                    | 2005           |
| Caloplaca brittonii             | (Zahlbr.) Aptroot                                               | 2019           |
| Caloplaca byrsonimae            | (Malme) Zahlbr.                                                 | 1930           |
| Caloplaca caesiorufa            | (Ach.) Flagey                                                   | 1895           |
| Caloplaca caesiorufella         | (Nyl.) Zahlbr.                                                  | 1930           |
| Caloplaca cerina                | (Hedw.) Th. Fr.                                                 | 1861           |
| Caloplaca chlorina              | (Flot.) Sandst.                                                 | 1912           |
| Caloplaca cinnamomea            | (Th. Fr.) H. Olivier                                            | 1909           |
| Caloplaca clauzadeana           | (Gaya) Nav.-Ros. & Cl. Roux                                     | 2009           |
| Caloplaca clavatoisidiata       | S.Y. Kondr., Kärnefelt & Vondrák                                | 2009           |
| Caloplaca clavigera             | (Stirt.) Zahlbr.                                                | 1930           |
| Caloplaca coaddita              | (Nyl.) T. Okamoto                                               | 2004           |
| Caloplaca coeruleofrigida       | Søchting & Seppelt                                              | 2003           |
| Caloplaca concilians            | (Nyl.) H. Olivier                                               | 1909           |
| Caloplaca conjungens            | (Nyl.) Zahlbr.                                                  | 1930           |
| Caloplaca conranii              | S.Y. Kondr. & Kärnefelt                                         | 2007           |
| Caloplaca coreana               | S.Y. Kondr. & Hur                                               | 2012           |
| Caloplaca craggyensis           | S.Y. Kondr., Elix & Kärnefelt                                   | 2010           |
| Caloplaca cravensis             | (Clauzade & Wunder) Cl. Roux                                    | 2014           |
| Caloplaca cupulifera            | (Vain.) Zahlbr.                                                 | 1931           |
| Caloplaca depauperata           | (Müll. Arg.) Zahlbr.                                            | 1906           |
| Caloplaca dorrigoensis          | S.Y. Kondr. & Kärnefelt                                         | 2009           |
| Caloplaca dzhankoiensis         | S.Y. Kondr.                                                     | 2013           |
| Caloplaca edwardiana            | J.R. Hoffm. & Lendemer                                          | 2020           |
| Caloplaca elaeophora            | (E.S. Hansen, Poelt & Søchting) Alstrup & E.S. Hansen           | 2001           |
| Caloplaca elixii                | S.Y. Kondr. & Kärnefelt                                         | 2004           |
| Caloplaca elvebakkiana          | Søchting, Lorentsen & Arup                                      | 2008           |
| Caloplaca epiborya              | S.Y. Kondr. & Kärnefelt                                         | 2007           |
| Caloplaca epibrya               | Kantvilas & Søchting                                            | 2013           |
| Caloplaca feuereri              | S.Y. Kondr., Kärnefelt & A. Thell                               | 2009           |
| Caloplaca filsonii              | Hafellner, S.Y. Kondr. & Kärnefelt                              | 2007           |
| Caloplaca filsoniorum           | S.Y. Kondr., Kärnefelt & Elix                                   | 2009           |
| Caloplaca fissurata             | Wetmore                                                         | 2009           |
| Caloplaca fluviatilis           | Vondrák & I.V. Frolov                                           | 2019           |
| Caloplaca fraserensis           | S.Y. Kondr. & Kärnefelt                                         | 2009           |
| Caloplaca fulva                 | (Schwein.) Halsey                                               | 1824           |
| Caloplaca gambiensis            | Aptroot                                                         | 2001           |
| Caloplaca granularis            | (Müll. Arg.) Zahlbr.                                            | 1930           |
| Caloplaca gyalectoides          | S.Y. Kondr. & Kärnefelt                                         | 2002           |
| Caloplaca gypsicola             | V. Wirth & S.Y. Kondr.                                          | 2010           |
| Caloplaca gyrophorica           | Jagad. Ram, Y. Joshi & G.P. Sinha                               | 2013           |
| Caloplaca haematommona          | Elix & S.Y. Kondr.                                              | 2007           |
| Caloplaca hafellneri            | S.Y. Kondr. & Kärnefelt                                         | 2009           |
| Caloplaca hakkodensis           | (Räsänen) T. Okamoto                                            | 2004           |
| Caloplaca hallasanensis         | S.Y. Kondr., S.O. Oh & Hur                                      | 2013           |
| Caloplaca hanneshertelii        | S.Y. Kondr. & Kärnefelt                                         | 2004           |
| Caloplaca herbidella            | (Hue) H. Magn.                                                  | 1932           |
| Caloplaca hexaspora             | (Hue) T. Okamoto                                                | 2004           |
| Caloplaca himalayana            | Y. Joshi & Upreti                                               | 2009           |
| Caloplaca hnatiukii             | S.Y. Kondr. & Kärnefelt                                         | 2009           |
| Caloplaca hopetounensis         | S.Y. Kondr. & Kärnefelt                                         | 2009           |
| Caloplaca inclinans             | (Stirt.) Hellb.                                                 | 1896           |
| Caloplaca indica                | Y. Joshi, Jagad. Ram & G.P. Sinha                               | 2014           |
| Caloplaca irrubescens           | (Nyl. ex Arnold) Zahlbr.                                        | 1898           |
| Caloplaca isidiosissimus        | Breuss                                                          | 2001           |
| Caloplaca itiana                | Cl. Roux, M. Boulanger & Malle                                  | 2009           |
| Caloplaca jatolensis            | Y. Joshi & Upreti                                               | 2008           |
| Caloplaca johnwhinrayi          | S.Y. Kondr. & Kärnefelt                                         | 2009           |
| Caloplaca karadagensis          | Khodos. & S.Y. Kondr.                                           | 2003           |
| Caloplaca kashmirensis          | Y. Joshi & Upreti                                               | 2008           |
| Caloplaca kedrovopadensis       | S.Y. Kondr. & Hur                                               | 2014           |
| Caloplaca kiewkaensis           | Yakovcz., Galanina & S.Y. Kondr.                                | 2011           |
| Caloplaca kurzii                | (Kremp.) Zahlbr.                                                | 1930           |
| Caloplaca lactea                | (A. Massal.) Zahlbr.                                            | 1901           |
| Caloplaca lecanorae             | Seavey & J. Seavey                                              | 2012           |
| Caloplaca lecanorocarpa         | Aptroot & M. Cáceres                                            | 2016           |
| Caloplaca lecanoroides          | Lendemer                                                        | 2010           |
| Caloplaca lecapustulata         | Aptroot & M. Cáceres                                            | 2016           |
| Caloplaca lecideina             | (Müll. Arg.) Cl. Roux                                           | 2020           |
| Caloplaca leptozona             | (Nyl.) Zahlbr.                                                  | 1930           |
| Caloplaca letrouitioides        | S.Y. Kondr., Elix & Kärnefelt                                   | 2011           |
| Caloplaca lignicola             | Wetmore                                                         | 2009           |
| Caloplaca lithophila            | H. Magn.                                                        | 1946           |
| Caloplaca littorea              | Tav.                                                            | 1956           |
| Caloplaca lucy-beatrice-mooreae | Zahlbr.                                                         | 1941           |
| Caloplaca macquariensis         | C.W. Dodge                                                      | 1968           |
| Caloplaca maculata              | D.J. Galloway                                                   | 2004           |
| Caloplaca magellanica           | Søchting & Sancho                                               | 2012           |
| Caloplaca magnetensis           | S.Y. Kondr., Elix, Kärnefelt & Kalb                             | 2009           |
| Caloplaca magnussoniana         | S.Y. Kondr., Kärnefelt & A. Thell                               | 2011           |
| Caloplaca mallacootensis        | S.Y. Kondr. & Kärnefelt                                         | 2013           |
| Caloplaca marchantiorum         | S.Y. Kondr. & Kärnefelt                                         | 2009           |
| Caloplaca megalariicola         | Øvstedal                                                        | 2012           |
| Caloplaca michoacanensis        | Wetmore                                                         | 2009           |
| Caloplaca microloba             | (Müll. Arg.) Zahlbr.                                            | 1931           |
| Caloplaca montenegrensis        | S.Y. Kondr. & Kärnefelt                                         | 2013           |
| Caloplaca murrayi               | D.J. Galloway                                                   | 2004           |
| Caloplaca nana                  | (Gaya) Nav.-Ros. & Cl. Roux                                     | 2009           |
| Caloplaca nigra                 | Bungartz & Søchting                                             | 2020           |
| Caloplaca nigrocarpa            | Pérez-Vargas & Hern.-Padr.                                      | 2014           |
| Caloplaca norfolkensis          | Elix, S.Y. Kondr. & Kärnefelt                                   | 2009           |
| Caloplaca nothocitrina          | S.Y. Kondr. & Hur                                               | 2020           |
| Caloplaca nothoholocarpa        | S.Y. Kondr. & Hur                                               | 2020           |
| Caloplaca nuraki                | S.Y. Kondr. & Kudratov                                          | 2003           |
| Caloplaca obamae                | K. Knudsen                                                      | 2009           |
| Caloplaca obesimarginata        | Søchting                                                        | 2004           |
| Caloplaca obscurella            | (J. Lahm ex Körb.) Th. Fr.                                      | 1871           |
| Caloplaca ochracea              | (Schaer.) Flagey                                                | 1886           |
| Caloplaca ochrochroa            | (Müll. Arg.) Zahlbr.                                            | 1930           |
| Caloplaca ochroleuca            | (Müll. Arg.) S.Y. Kondr. & Kärnefelt                            | 2009           |
| Caloplaca orloviana             | S.Y. Kondr.                                                     | 2020           |
| Caloplaca pacifica              | Wetmore                                                         | 2009           |
| Caloplaca papanui               | D.J. Galloway                                                   | 2004           |
| Caloplaca patagoniensis         | S.Y. Kondr., S.O. Oh & Hur                                      | 2020           |
| Caloplaca patwolseleyae         | S.Y. Kondr., Jayalal & Hur                                      | 2016           |
| Caloplaca phaeantha             | (Nyl.) Zahlbr.                                                  | 1931           |
| Caloplaca phaeocincta           | S.Y. Kondr. & Elix                                              | 2011           |
| Caloplaca piscatorica           | Kantvilas & S.Y. Kondr.                                         | 2013           |
| Caloplaca pseudisteroides       | Y. Joshi & Upreti                                               | 2008           |
| Caloplaca pseudocitrina         | Khodos. & Kudratov                                              | 2002           |
| Caloplaca pseudofulgensia       | Gaya & Nav.-Ros.                                                | 2009           |
| Caloplaca queenslandica         | Kalb, S.Y. Kondr., Elix & Kärnefelt                             | 2010           |
| Caloplaca raesaenenii           | Bredkina                                                        | 1986           |
| Caloplaca rajasthanica          | S.Y. Kondr., Upreti & G.P. Sinha                                | 2020           |
| Caloplaca rexii                 | S.Y. Kondr. & Kärnefelt                                         | 2013           |
| Caloplaca rossii                | S.Y. Kondr. & Kärnefelt                                         | 2013           |
| Caloplaca rubens                | (Müll. Arg.) Zahlbr.                                            | 1930           |
| Caloplaca rubentior             | (Zahlbr.) D.J. Galloway                                         | 2004           |
| Caloplaca ruderum               | (Malbr.) J.R. Laundon                                           | 1976           |
| Caloplaca sarcopidoides         | (Körb.) Zahlbr.                                                 | 1901           |
| Caloplaca saviczii              | I.V. Frolov, Himelbrant, Stepanchikova, Konoreva & S. Chesnokov | 2021           |
| Caloplaca schisticola           | D.J. Galloway                                                   | 2004           |
| Caloplaca schwarzii             | (F. Schumm & S.Y. Kondr.) Aptroot & Schumm                      | 2019           |
| Caloplaca scolecomarginata      | Søchting & Olech                                                | 2000           |
| Caloplaca sconensis             | S.Y. Kondr., Kärnefelt & A. Thell                               | 2011           |
| Caloplaca seawardii             | S.Y. Kondr., Kärnefelt & A. Thell                               | 2009           |
| Caloplaca sipmanii              | S.Y. Kondr., Kärnefelt, Elix & Vondrák                          | 2009           |
| Caloplaca sol                   | Orange                                                          | 2017           |
| Caloplaca soredians             | (Müll. Arg.) Elix, S.Y. Kondr. & Kärnefelt                      | 2009           |
| Caloplaca squamuloisidiata      | van den Boom & V.J. Rico                                        | 2006           |
| Caloplaca sterilis              | Šoun, Khodos. & Vondrák                                         | 2011           |
| Caloplaca stewartensis          | S.Y. Kondr. & Kärnefelt                                         | 2009           |
| Caloplaca streimannii           | S.Y. Kondr. & Kärnefelt                                         | 2007           |
| Caloplaca subalpina             | Vondrák, Šoun & Palice                                          | 2008           |
| Caloplaca subbassiae            | Y. Joshi & Upreti                                               | 2008           |
| Caloplaca subconcilians         | S.Y. Kondr., Lőkös & Hur                                        | 2013           |
| Caloplaca subleptozona          | Y. Joshi & Upreti                                               | 2008           |
| Caloplaca subochrochroa         | S.Y. Kondr. & V. Wirth                                          | 2010           |
| Caloplaca subpoliotera          | Y. Joshi & Upreti                                               | 2008           |
| Caloplaca subrubelliana         | (Vain.) Aptroot                                                 | 2002           |
| Caloplaca subsaxicola           | S.Y. Kondr., Elix & Kärnefelt                                   | 2010           |
| Caloplaca subscopularis         | (Arup & Frisch) S.Y. Kondr.                                     | 2013           |
| Caloplaca tephromelae           | Kantvilas, Suija & Motiej.                                      | 2021           |
| Caloplaca thracopontica         | Vondrák & Šoun                                                  | 2008           |
| Caloplaca thuringiaca           | Søchting & Stordeur                                             | 2001           |
| Caloplaca tibellii              | S.Y. Kondr. & Kärnefelt                                         | 2009           |
| Caloplaca tomnashii             | S.Y. Kondr., Elix & Kärnefelt                                   | 2011           |
| Caloplaca tropica               | Y. Joshi & Upreti                                               | 2007           |
| Caloplaca ulleungensis          | S.Y. Kondr., Lőkös & Hur                                        | 2020           |
| Caloplaca virescens             | (Sm.) Coppins                                                   | 1980           |
| Caloplaca vorukhica             | S.Y. Kondr. & Kudratov                                          | 2003           |
| Caloplaca wallabyensis          | Elix, S.Y. Kondr. & Kärnefelt                                   | 2010           |
| Caloplaca wasseri               | Khodos. & S.Y. Kondr.                                           | 2007           |
| Caloplaca wesselsii             | S.Y. Kondr. & V. Wirth                                          | 2010           |
| Caloplaca yammeraensis          | S.Y. Kondr., Kärnefelt & Elix                                   | 2009           |
| Caloplaca yeosuensis            | S.Y. Kondr. & Hur                                               | 2017           |
| Caloplaca zeorina               | B.G. Lee & Hur                                                  | 2018           |